# Eriosyce subgibbosa
Eriosyce subgibbosa ist eine Pflanzenart in der Gattung Eriosyce aus der Familie der Kakteengewächse (Cactaceae). Das Artepitheton subgibbosa bedeutet ‚schwach höckerig‘.

## Beschreibung
Eriosyce subgibbosa wächst anfangs mit kugelförmigen bis verlängerten, später niederliegenden, gelblich grünen bis tiefgrünen, gelegentlich glauken Trieben und erreicht bei Durchmessern von 6 bis 25 Zentimeter Längen von bis zu 100 Zentimeter. Die Wurzeln sind meist faserig. Es sind 16 bis 22 Rippen vorhanden, die tief gekerbt sind und so in große Höcker aufgelöst erscheinen. Die steifen, nadeligen, in der Regel geraden, manchmal auch stark gebogenen Dornen sind gelb bis braun oder schwarz. Sie sind nicht immer leicht in Mittel- und Randdornen zu unterscheiden. Die ein bis 16 Mitteldornen sind dicker als die Randdornen. Die häufig dünnen, manchmal sogar haarartigen acht bis 40 Randdornen sind 1 bis 2 Zentimeter lang.
Die karminroten Blüten erscheinen aus jungen Areolen und sind unterschiedlich groß. Manchmal werden pro Areole mehr als eine Blüte ausgebildet. Ihr Perikarpell und die Blütenröhre sind mit Wolle und manchmal Borsten besetzt. Die verlängerten, leuchtend roten Früchte öffnen sich mit einer basalen Pore.

## Verbreitung, Systematik und Gefährdung
Das küstennahe Verbreitungsgebiet von Eriosyce subgibbosa reicht vom Süden der chilenischen Region Atacama (Huasco) bis in die Bío-Bío nach Concepción.
Die Erstbeschreibung als Echinocactus subgibbosus erfolgte 1831 durch Adrian Hardy Haworth. Fred Kattermann stellte die Art 1994 in die Gattung Eriosyce. Weitere nomenklatorische Synonyme sind Neoporteria subgibbosa (Haw.) Britton & Rose (1922), Chilenia subgibbosa (Haw.) Backeb. (1936) und Euporteria subgibbosa (Haw.) Kreuz. & Buining (1941).
In der Roten Liste gefährdeter Arten der IUCN wird die Art als „Least Concern (LC)“, d. h. als nicht gefährdet geführt.

## Nachweise